# Diamond in the Back
«Diamond in the Back» — сингл из альбома Chicken-n-Beer американского рэпера Ludacris'а.

## Информация
«Diamond in the Back» был в Billboard Hot 100 на #94 строчки и в Hot Rap/R&B чарте он занял #51 строчку.

### Чарты
| Чарт                                            | Позиция |
| ----------------------------------------------- | ------- |
| U.S. Billboard Hot 100                          | 94      |
| U.S. Billboard Hot R&B/Hip-Hop Singles & Tracks | 51      |
| U.S. Billboard Rhythmic Top 40                  | 40      |

## Композиторы
- Beauregard,
- P./Devaughn,
- W./Houston,
- J./Bridges, C.[1]